# Dancer and the Moon
Dancer and the Moon — дев'ятий студійний альбом англійської групи Blackmore's Night, який був випущений 11 червня 2013 року.

## Композиції
1. I Think It's Going to Rain Today - 3:54
2. Troika - 3:30
3. The Last Leaf - 4:05
4. Lady in Black - 5:48
5. Minstrels in the Hall - 2:38
6. The Temple of the King - 4:26
7. Dancer and the Moon - 4:55
8. Galliard - 2:00
9. The Ashgrove - 2:21
10. Somewhere Over the Sea (The Moon is Shining) - 4:07
11. The Moon Is Shining (Somewhere Over the Sea) - 6:19
12. The Spinner's Tale - 3:30
13. Carry On… Jon - 5:37

## Позиції в чартах
| Чарт            | Позиція |
| --------------- | ------- |
| США             | 189     |
| Велика Британія | 89      |
| Нідерланди      | 102     |
| Норвегія        | 24      |
| Німеччина       | 13      |
| Чехія           | 29      |
| Фінляндія       | 31      |
| Австрія         | 39      |
| Швеція          | 22      |
| Швейцарія       | 40      |